# Classic Albums: Elton John - Goodbye Yellow Brick Road
Goodbye Yellow Brick Road: Classic Albums è un DVD dell'artista britannico Elton John, pubblicato dalla Edel Music nel 2001.
Si tratta di un documentario sull'album del 1973 Goodbye Yellow Brick Road,  divenuto ormai un classico di Elton; esso raggiunse la prima posizione nelle classifiche britannica e statunitense e sfornò quattro famosissimi singoli (Saturday Night's Alright for Fighting,Goodbye Yellow Brick Road, Candle in the Wind e Bennie & the Jets). Il DVD ripercorre le tappe che hanno portato alla nascita dell'LP, attraverso esibizioni live, video inediti provenienti dalle sessioni di registrazione e varie interviste concesse da personaggi come Elton, il paroliere Bernie Taupin, il chitarrista Davey Johnstone, il batterista Nigel Olsson, il produttore Gus Dudgeon, il tecnico del suono David Hentschel, l'arrangiatore Del Newman e il paroliere Tim Rice.